# Primer imamat ibadita de Tripolitana
El primer imamat ibadita de Tripolitana fou un estat ibadita de la regió de Tripolitana que va existir entre una data vers el 748 i el 750.
Vers el 725 s'havia format un grup ibadita important a la Tripolitana dirigit per Abd Allah ibn Masud al-Tudjibi que tenia el suport dels amazics hawwara de Trípoli i les regions a l'est; el mateix grup va estar dirigit després per dos caps: Abd al-Djabar ibn Kays al-Muradi i al-Harith ibn Talid al-Hadrami que van acabar dominant tota Tripolitana i es va estendre als territoris dels amazics zanata (Tripolitana occidental) i els nafusa (de la muntanya de Tripolitana, anomenada Djabal Nafusa).
Al-Harith fou proclamat imam i potser també Abd al-Djabar; els dos homes es van matar un a l'altre vers el 749 i fou escollit imam Ismail ibn Ziyad al-Nafusi (o Abd al-Zadjir Ismail) amb el títol d'imam al-difa (imam de la defensa) que va ocupar Gabès el 750 però va morir poc després en una batalla contra el governador àrab de Kairuan, Abd al-Rahman ibn Habib probablement el mateix 750. L'estat ibadita es va enfonsar però la població va restar fidel a l'ibadisme. Molts notables locals van anar a Bàssora a estudiar i van retornar més tard com a missioners.